# 伊東眞幸
伊東 眞幸（いとう まさき、1955年5月27日 - ）は、日本のエコノミスト、実業家。横浜銀行代表取締役を経て、浜銀総合研究所代表取締役社長や、神戸大学経済経営研究所リサーチフェロー、NTTデータ経営研究所理事等を務めた。

## 人物・経歴
1978年一橋大学経済学部卒業、横浜銀行入行。1988年ミシガン大学経営大学院修士課程修了、MBA（経営学修士）。秘書室長を経て、2004年執行役員営業統括部長。2005年執行役員経営企画部長。2006年取締役執行役員経営企画部長に昇格。2008年代表取締役。
2012年から浜銀総合研究所代表取締役社長を務め、神奈川銀行との包括業務提携を締結するなどした。2013年横浜市立大学国際総合科学部非常勤講師。2015年神奈川大学経済学部非常勤講師。2016年神戸大学経済経営研究所リサーチフェロー。
2017年NTTデータ経営研究所理事。2018年中小企業庁商工中金の経営及び危機対応業務に関する評価委員会委員。同年群馬銀行や筑波銀行、千葉興業銀行、池田泉州銀行、山陰合同銀行、四国銀行などが共同で設立したフィンクロス・デジタルの代表取締役社長に就任。

## 著書
- 『地銀の選択 : 一目置かれる銀行に』金融財政事情研究会 2014年
- 『地銀連携 : その多様性の魅力』金融財政事情研究会 2014年
- 『地銀の未来 : 明日への責任』金融財政事情研究会 2015年
- 『地銀創生 : コントリビューション・バンキング』（家森信善と共著）金融財政事情研究会 2016年